# Рогозьник (Сілезьке воєводство)
Рогозьник (пол. Rogoźnik) — село в Польщі, у гміні Бобровники Бендзинського повіту Сілезького воєводства.
Населення — 2933 особи (2011).

## Демографія
Демографічна структура станом на 31 березня 2011 року:
|          | Загалом | Допрацездатний вік | Працездатний вік | Постпрацездатний вік |
| -------- | ------- | ------------------ | ---------------- | -------------------- |
| Чоловіки | 1386    | 239                | 956              | 191                  |
| Жінки    | 1547    | 198                | 888              | 461                  |
| Разом    | 2933    | 437                | 1844             | 652                  |